# 지중해 빈혈증
지중해 빈혈증(地中海貧血, thalassemia, 지중해 빈혈)은 헤모글로빈 이상에 의해 빈혈이 생기는 유전병이다. 이름에서 말해 주듯이 지중해에서 기원한다.

## 개요
유전자 변형이 글로빈 체인의 합성에 영향을 미쳐 발생하며 homozygous 나 heterozygous 형이 있다. 짝이 맞지 않는 글로빈 체인을 가진 적혈구는 골수나 비장에서 제거되므로 결국 과대한 적혈구 파괴는 빈혈을 유발한다. 지중해 빈혈은 보통 두 가지로 나누어 지는데 하나는 베타형 지중해 빈혈이고 다른 하나는 알파형 지중해 빈혈이다. 베타형 지중해 빈혈은 보통 이탈리아, 그리스 지중해 연안에서 자주 발생하며 인도나 파키스탄에서도 발견된다. 알파형 지중해 빈혈은 보통 아시아 동남아시아 국가나 흑인종에게서 발견된다.

## 알파 지중해 빈혈증
이 빈혈은 알파 체인에 이상이 생겨 생기는 증상이다. 베타 체인과는 다르게 알파 체인은 모든 헤모글로빈 생성에 영향을 미치므로 태아가 모체 안에 있을 때부터 결핍증상이 나타난다. 보통 알파 체인의 대부분이 삭제되거나 아예 알파 체인 전부가 삭제되는 타입으로 발병한다. 베타 지중해빈혈과는 다르게 유전자의 변이는 없고 대신 삭제가 있다. 알파 체인의 형태에 따라 네 가지 보인자로 나뉘는데 정상이 aa/aa 라고 한다면 무증상보인자는 -a/aa이다. -a/-a나 --/aa타입은 약간의 빈혈증상을 유발한다.
--/-a는 헤모글로빈 H 질환을 가지고 태어난다. 이 경우는 수혈로서 생명을 유지 할 수 있기는 하지만 결국 수혈의 부작용인 철의 과다 축적으로 사망에 이른다. --/--처럼 알파 체인이 전부 삭제된 경우 태아는 장기 부전과 저산소증으로 출생 전에 모체 안에서 사망한다. 이 경우에는 모태에게도 악영향을 미칠 수 있는데 출산후 과다출혈이 있다.

## 베타 지중해 빈혈증
유전자 이상에 의해 생기는 증상이며 mRNA가 제 기능을 하지 못한다. 보통 베타가 완전 삭제되는 경우는 아주 희귀한 케이스이며 베타 지중해빈혈은 그 증상의 정도에 따라 네 가지로 나눌 수 있다. Major는 베타 체인 두 개 전부 다 생성되지 않으며 minor은 베타 체인 두 개중 하나는 정상이므로 심하지 않은 결핍을 초래한다. Intermediate는 major 와 minor 의 중간 정도로 볼 수 있으며 다른 하나는 무증상 보인자(silent carrier)이다.
Major 타입의 베타 지중해 빈혈은 출생 직후부터 심각한 증상을 초래한다. 태아가 모체에 있을 때 태아 헤모글로빈은 알파와 감마 체인으로 이루어져 있기 때문에 베타의 이상은 태아에게 아무런 영향을 미치지 않는다. 그러나 출생 이후부터는 보통 헤모글로빈으로 전환되면서 구조가 알파와 베타 체인으로 바뀌므로 이때부터 베타 체인의 결핍이 몸에 심각한 영향을 미친다. 증상은 간이나 비장의 비대증을 유발하며 또한 골수조직도 지나치게 비대해진다. 망상적혈구 수치는 1-8% 정도로 증가세를 보인다. 말초혈액 도말검사를 통해 본 적혈구의 모양은 가지각색이며 철 결핍성 빈혈과 같이 건강한 적색을 띄지 않는다. 헤모글로빈 수치는 데시리터당 3-4g 정도이며 7g 보다 낮은 수치는 수혈을 요하므로 굉장히 심각한 결핍을 나타낸다고 볼 수 있다.
치료방법은 수혈이나 비장을 제거하는 방법이 있는데 수혈은 보통 매 3-4주마다 한번씩 받아야 한다. 보통 한번 수혈을 받으면 헤모글로빈 수치가 데시리터당 9.5에서 11.5g까지 올라간다. 그러나 반드시 철을 용해시키는 킬레이트를 투여하여야 한다. 그렇지 않으면 철이 과다하게 축척되어 장기에 심각한 타격을 입히게 된다.

### 진단
골수 확장과 관련된 골격 변화:
- 다람쥐 얼굴(chipmunk face): 두개골의 돌출, 두드러진 광대 돌출부, 코등이 움푹 꺼짐, 눈이 기울어지는 경향, 상악골 비대증으로 인한 위쪽 이빨 노출.[2]
- 두개골 X선 사진에서 연속된 털(hair-on-end(세운 털). 또는 "크루 컷"(crew cut)): 내부 테이블(inner table)로 인한 새로운 뼈 형성.

## 같이 보기
- 낫 적혈구 빈혈